# Tosa (1921)
El Tosa (bautizado así por la homónima provincia de Tosa) fue un acorazado inconcluso de la Armada Imperial Japonesa, líder de su proyectada clase, la clase Tosa. 
Parte del proyecto japonés 8/8, mediante el cual se pretendían llevar a cabo en la década de 1920 un total de 8 nuevos acorazados y otros 8 cruceros de batalla de 4 clases diferenciadas, debía ser, como sus predecesores de la clase Nagato, un acorazado de alta velocidad. Su blindaje fue reducido para permitir la incorporación de una quinta torreta. El Tosa fue el primer navío de guerra japonés que dispuso de la posteriormente usual arrufadura de proa.

## Construcción
El Tosa fue ordenado en el año fiscal de 1918, y su construcción se inició en los astilleros de Mitsubishi en el puerto de Nagasaki, el 2 de febrero de 1920, siendo botado el 12 de diciembre de 1921. Debido a las limitaciones impuestas por el Tratado Naval de Washington, la construcción se detuvo el 5 de febrero de 1922.

## Destino
El Tosa fue remolcado a la base naval de Kure en agosto de 1922, y en junio de 1924 fue empleado como barco objetivo para probar el efecto de varios tipos de explosivos en la bahía de Hiroshima. El 9 de febrero de 1925, fue hundido como blanco naval en el Estrecho de Bungo.